# تذكرة خواص الأئمة
تذكرة خواصّ الأمّة يُنسب لسبط ابن الجوزي (ت 654 هـ) في مناقب علي بن أبي طالب والأئمة الاثنا عشر. يختلف البعض حول نسبة الكتاب لسبط ابن الجوزي، ويعتقد البعض أنه تشيع وألف هذا الكتاب. بينما يقول ابن تيمية: «وكان يصنِّفُ بحسبِ مقاصد الناس، يصنِّف للشيعة ما يناسبهم، ليعوِّضوه بذلك.»

## أبواب الکتاب
- الباب الأوّل ـ في ذكر عليّ بن أبي طالب.
- الثالث: في ذكر أولاده.
- الرابع: في ذكر خلافته.
- الخامس: في ذكر ورعه وزهادته، وخوفه من الله وعبادته.
- السادس: في المختار من كلامه.
- السابع: في وفاته.
- الثامن: في ذكر الحسن المجتبى ، وسبب وفاته.
- التاسع: في ذكر الحسين.
- العاشر: في ذكر محمّد بن الحنفيّة.
- الحادي عشر: في ذكر خديجة وفاطمة عليهما السلام.
- الثاني عشر: في ذكر الأئمّة.